# Bartolomeu Perestrelo
Bartolomeu Perestrelo (c. 1394 — Porto Santo, c. 1457), fidalgo português, foi um dos povoadores do arquipélago da Madeira em 1419 ou 1420, juntamente com João Gonçalves Zarco e Tristão Vaz Teixeira. Na grafia arcaica seu nome era grafado Bartholomeu Perestrello ou Bertholomeu Perestrello.

## Biografia
Era filho de Filippo Pallastrelli, aportuguesado em Filipe Palestrello ou Palestrelo (c. 1368 – d. 1437), cavaleiro e comerciante de origem italiana que chegara a Lisboa nos finais do século XIV, e de sua mulher Catarina Vicente/Catherina Visconti. Vivia no Porto a 8 de Setembro de 1399 quando, como cavaleiro italiano e mercador, teve Carta de Privilégio, registada na Chancelaria de D. João I. Para tanto, justificou a sua Nobreza nesse ano de 1399, data em que lhe terá sido reconhecido o seu brasão de armas: «escudo partido em pala; na primeira, em campo de oiro, um leão de púrpura armado de vermelho; na segunda, em campo de prata, uma banda azul, carregada de três estrelas de oito pontas entre seis rosas de vermelho de três em três em pala; timbre o leão do escudo, com uma estrela na espádua». Com sua mulher Catarina Visconti vivia em 1437 quando o casal recebe do Rei D. Duarte I mercê de duas casas na Rua de Sub-Ripas, em Coimbra. Dizem alguns que Filippo Palestrelo casara segunda vez com Beatriz de Mello, o que parece difícil, pois nasceu cerca de 1368 e, em 1437, portanto com cerca de 69 anos de idade, ainda estava casado com Catarina Visconti. Não se sabe se Filippo Palestrelo nasceu em Portugal ou foi para lá pequeno.
Seus avós paternos eram Gabriele Pallastrelli, aportuguesado em Gabriel Pallastrelli (Placência, c. 1343 – ?), astrólogo em Lisboa, e sua mulher (c. 1370) Bertolina Branciforte, aportuguesada em Bertolina Banfortes ou Bisforte (Placência – ?). Pertencia à pequena nobreza de Placência. Segundo algumas genealogias, seria filho de Gherardo Pallastrelli e sua mulher Franceschina Forno, neto paterno de Matteo Pallastrelli e sua mulher Benina Scotti e bisneto de Gherardo Pallastrelli e duma filha do Conde Langosco. Seu bisneto Bartolomeu diz que «desemdia da linhagem e geração de phelippam palestrello e de misse Gabriel palestrello, e de madona Bertollina que sam fidalgos de linhagem de lombardia e vinhão da geração dos palestrellos e bisfortes», referindo o Rei que «ha por bem que per o capitam Bertolomeu palestrello da Ilha de porto Santo fazer certo uir destas linhagens E geração dos palestrellos e bisfortes de lombardia que per hum estromento pubrico proua serem de nobre geração que a molher e noras delle capitam se possam chamar de Dona segundo forma de ordenação» (traslado de uma carta de D. João III de Portugal de 6 de Novembro de 1522).
Tornou-se Cavaleiro da Casa do Infante D. João e mais tarde da do Infante D. Henrique.
Julga-se que já esteve na conquista de Ceuta, a 15 de Agosto de 1415. Mas parece que não participou na «descoberta» da Madeira, nem mesmo de Porto Santo.
Era Fidalgo da Casa do Infante D. João quando, em 1426, o Infante D. Henrique o fez Capitão da ilha de Porto Santo e o encarregou do povoamento e colonização desta ilha. Não terá ido para lá imediatamente, ou, então, voltou, pois, em 1437, era Vereador do Senado da Câmara de Lisboa.
É precisamente este último, na qualidade de Mestre da Ordem de Cristo, titular das ilhas, que lhe entregou a administração da capitania de Porto Santo, porquanto as do Funchal e de Machico tinham sido entregues, respectivamente, a João Gonçalves Zarco e a Tristão Vaz Teixeira.
A sua capitania, cuja colonização efectiva terá começado em 1428, foi desde o início a menos próspera das três, e a fome e pirataria assolaram-na constantemente.
Uma memória antiga atribuiu-lhe parte da responsabilidade pela actual escassa vegetação do Porto Santo, narrando que, na ocasião do seu primeiro desembarque na ilha, levava entre os seus pertences uma coelha prenhe que, tendo escapado, "povoou-a" com os seus descendentes. Estes por sua vez, reproduzindo-se sem predadores naturais, foram os responsáveis pela destruição da vegetação que lá subsistia.
Em 1438 era, com seu irmão Rafael ou Richarte Perestrello ou Perestrelo (c. 1390 – ?), o qual era Prior do Mosteiro de Santa Marinha na cidade de Lisboa e, parece, Vigário Geral do Arcebispo de Lisboa D. Pedro de Noronha, Vereador do Senado da Câmara de Lisboa. Seu irmão aparece como Rafael e como Richarte. Como Rafael Palestrello, Prior de Santa Marinha, teve, a 2 de Junho de 1413, mercê de coutada da sua Quinta chamada do Algarve, no termo de Lisboa. Como Richarte Palastrello, Prior de Santa Marinha de Lisboa, teve em Beatriz Anes, mulher solteira, dois filhos naturais, Sebastião Palastrello e João Palastrello (c. 1413 – ?), casado com (Mécia) Lopes e com geração, legitimados por Carta Real de D. João I de 11 de Julho de 1423, e uma filha natural não legitimada, Violante Perestrello, casada com Gil da Veiga, criado de Rui Va[...], Cavaleiro da Casa do Infante D. Henrique, o qual, a 12 de Fevereiro de 1450, D. Afonso V nomeou para o cargo de Escrivão do Mordomado e Relego da vila de Faro. Tiveram, ainda, uma irmã, Catarina Perestrello, casada com Aires Gomes de Beja, Escrivão da Puridade de D. João I, filho legitimado por Carta Real de D. Fernando I de Gomes Lourenço de Beja.
A 15 de Maio de 1441 D. Afonso V de Portugal afora a Pero Gonçalves, mercador, umas casas na cidade de Lisboa, na Rua Nova, que estavam aforadas a Bartolomeu Perestrelo, cavaleiro, e a Margarida Martins, sua mulher, segundo carta de D. João I de Portugal de 8 de Junho de 1431.
Em 1442, era Procurador do Senado da Câmara de Bragança.
Foi o pai da esposa de Cristovão Colombo, Filipa Moniz.

## Primitiva administração da Capitania do Porto Santo
Bartolomeu Perestrelo foi nomeado 1.° Capitão-Donatário Hereditário da Ilha de Porto Santo a 1 de Novembro de 1446.
Bartolomeu Perestrelo cedo se revelou desgostoso com a parte que lhe coubera, e logo nos primeiros anos de administração desistiu da sua capitania e regressou ao Reino, tendo sido obrigado a regressar ao Porto Santo pelo Infante D. Henrique.
Só a 1 de Setembro de 1449, já referido como Fidalgo da Casa do Infante D. Henrique, teve deste o Senhorio da dita ilha de Porto Santo: «Eu dou carreguo a Bertholomeu perestrello, fidalgo de minha casa da minha ylha de porto santo para que elle dito Bertholomeu perestrello ha mantenha por mim em Justiça & direyto & morrendo elle a mim praz que seu filho primeyro ou algum se tal for tenha este carreguo pela guisa suso dita y asy de decemdente em decemdente por linha dereyta... tenha... jurisdiçom... do ciuell & crime resalbando morte ou talhamento de membro...».
Morto Perestrelo cerca de 1457 mas antes de 1458, foi sepultado na Igreja Matriz de Nossa Senhora da Piedade, e a Capitania passa para as mãos da viúva, Isabel Moniz, administradora na menoridade do filho Bartolomeu, a qual logo em 1458 acerta a sua venda por 300 000 reais, com mais 30 000 de juro anual, a Pedro Correia da Cunha, casado com uma sua enteada, Isoa Perestrela. Pedro Correia da Cunha foi, assim, o 2.º capitão do donatário na ilha do Porto Santo, mudando-se depois para os Açores, onde se fixaria na ilha Graciosa.
Apenas em 1473, sendo Bartolomeu Perestrelo, o Moço, já maior, este move uma acção junto de D. Afonso V conseguindo recuperar a Capitania, tornando-se assim o 3º Capitão do Donatário, e voltando a Capitania da Ilha do Porto Santo à linhagem dos Perestrelos na qual ficaria, no entanto, por poucas gerações, e com uma administração tão gravosa e arrogante, de mistura com vários crimes de sangue, que cedo lhes granjeou o ódio da população da Ilha.

## Casamentos e descendência
Casou primeira vez c. 1418 com Branca Dias, falecida antes de 1425, da qual teve uma filha:
- Branca Dias Perestrelo (c. 1419 – Lisboa, d. 1470), Donzela da Rainha D. Leonor de Aragão, que foi amante de D. Pedro de Noronha (Gijón, 1382 – Lisboa, 20 de Agosto de 1452), 2.° Arcebispo de Lisboa, do qual teve três dois filhos e três filhas

Casou segunda vez antes de 8 de Junho de 1431 com Margarida Martins, da qual não teve descendência. É certo que eram casados, pois, nessa data, D. João I doa a este casal umas casas de foro na Rua Nova, junto á Porta da Herva, em Lisboa.
Casou terceira vez c. 1446 com Catarina de Mendonça (c. 1430 – ?), filha natural de Afonso Furtado de Mendoça, da qual teve três filhas:
- Catarina Furtado (c. 1447 – ?), casada c. 1464 com Mem Rodrigues de Vasconcelos, Comendador do Seixo, do qual teve uma filha e um filho
- Filipa de Mendonça (c. 1448 – ?), casada com João Teixeira, filho de Tristão Vaz Teixeira, 1.° Capitão-Donatário Hereditário do Machico, e de sua mulher e prima Branca Teixeira
- Izeu Perestrelo (c. 1449 – ?), casada com Pedro Correia da Cunha (c. 1427 - 1499), 1.° Capitão-Donatário Hereditário da Ilha Graciosa, do qual teve um filho e quatro filhas

Casou quarta vez c. 1450 com Isabel Moniz, da qual teve dois filhos e duas filhas: 
- Bartolomeu Perestrelo, o Moço (1451 – d. 6 de Novembro de 1522), 2.° Capitão-Donatário de Porto Santo a 15 de Março de 1473, casado com Guiomar Teixeira, com geração
- Filipa Moniz Perestrelo ou Perestrello (Ilha de Porto Santo – ?), casada em 1478 com Cristóvão Colombo, 1.° Almirante das Índias, do qual teve um filho
- D. Cristóvão Moniz, Frade Carmelita e depois Bispo
- Briolanja Moniz, nomeada no Testamento de Cristóvão Colombo, casada primeira vez com Miguel Muliart, com quem vivia em Huelva, em 1485, e, depois, em Sevilha, em 1493, o qual acompanhou Cristóvão Colombo na sua segunda viagem à América; Briolanja Moniz parece que casou segunda vez com Francesco de Bardi.